# Rahman Rranja
Rahman Rranja – deputowany do Zgromadzenia Albanii z ramienia Socjalistycznej Partii Albanii.

## Życiorys
W 2017 roku został deputowanym do albańskiego parlamentu z ramienia Socjalistycznej Partii Albanii.